# (20558) 1999 RN117
A (20558) 1999 RN117 a Naprendszer kisbolygóövében található aszteroida. A LINEAR projekt keretében fedezték fel 1999. szeptember 9-én.